# 第一次巴勒斯坦大起義
第一次巴勒斯坦大起义（英語：First Palestinian Intifada，亦作第一次大起义（First Intifada）），指自1987年起由巴勒斯坦人发起的一系列反對以色列長期的軍事佔領的抗议，有时也包含暴动。起义大部分行动自1987年起到1991年馬德里會議截止，部分行动延续到1993年奧斯陸協議签署前。

## 歷史
起因於1987年12月9日一辆犹太人的卡车闯入北加沙省的“加伯利亚难民营”，压死4名巴勒斯坦人，之後暴動迅速漫延到加薩、約旦河西岸地區和東耶路撒冷等地。
加沙的巴勒斯坦人怒火中烧，走上街头，展开与以色列当局持续数年的对抗。巴勒斯坦解放组织总部当时设在突尼斯（流亡政府），脫離巴解的“哈马斯”组织被猜测为幕后指挥者。在那次起义中，巴勒斯坦人创造出以“冷兵器”向以色列示威的斗争方式，即以青少年在街头投掷石块、自制燃烧瓶与现代武装的军警对抗；采用游行、罢工、抵制美國和以色列货物等和平方式，不与占领当局合作。1988年2月3日，以色列关闭了約旦河西岸的所有学校。
这次起义到1993年奥斯陆协议签署，巴勒斯坦自治政府成立之后才告一段落，但巴勒斯坦人反抗以色列的統治並未结束。

## 第二次起義
沙龙在2000年9月28日参观位于东耶路撒冷聖殿山的伊斯兰教圣地阿克萨清真寺，从而重新引发了巴勒斯坦和以色列之间旷日持久的暴力冲突，並導致第二次起義（阿克萨群眾起義）。